# Мирзабай-ахуна
Мирзаба́й-аху́на (каз. Мырзабай ахун) — село у складі Жалагаського району Кизилординської області Казахстану. Адміністративний центр та єдиний населений пункт сільського округу Мирзабай-ахуна.
У радянські часи село називалось 20 літ Казахстану.
Населення — 1283 особи (2021; 1344 у 2009, 1412 у 1999).